# Afrotyphlops anomalus
Afrotyphlops anomalus — вид змій родини сліпунів (Typhlopidae). Ендемік Анголи.

## Поширення і екологія
Afrotyphlops anomalus мешкають на південному заході Анголи. Вони живуть в лісистих саванах міомбо і мопане, трапляються в садах. Зустрічаються на висоті від 600 до 1400 м над рівнем моря. Ведуть риючий спосіб життя.